# Rali Dakar de 2015

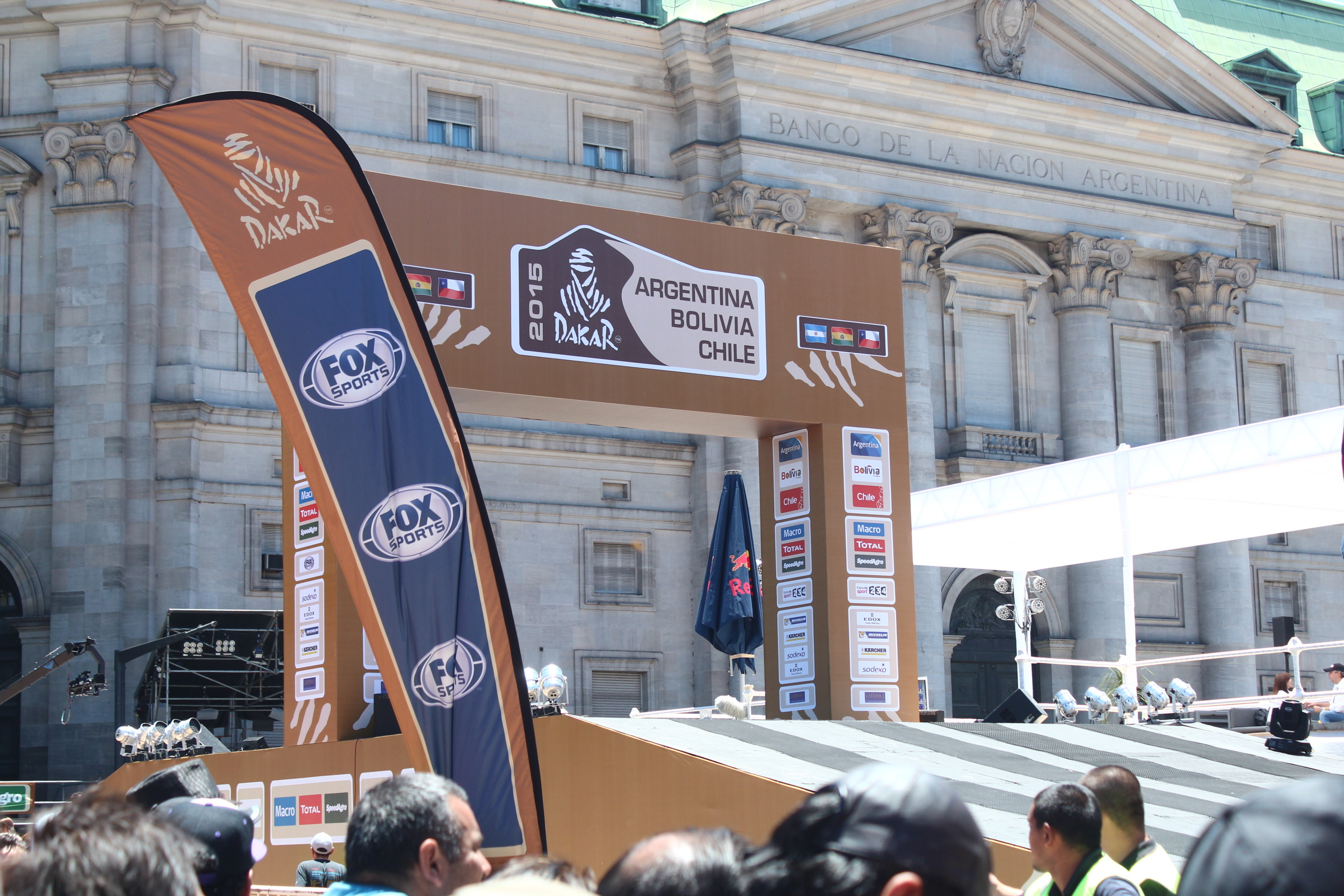
Palco da largada simbólica do Rali Dakar.

O Rali Dakar 2015 foi a 36ª edição do rali-raid mais exigente do mundo. Teve lugar entre 4 e 17 de Janeiro e pela sétima vez consecutiva ocorreu na América do Sul. A empresa francesa ASO (Amaury Sport Organisation) foi a organizadora do Dakar que percorreu em terras da Argentina, Bolívia e Chile, cruzando as terras áridas e altas do Deserto do Atacama e a Cordilheira dos Andes.
Marc Coma conquistou o seu quinto título na categoria de motos com a sua KTM (7 motos da marca no top-10), enquanto Rafał Sonik ganhou nos quads a bordo da sua Yamaha. Nasser Al-Attiyah conquistou o seu segundo título com um Mini nos automóveis (marca que colocou 5 no top-10), enquanto Ayrat Mardeev continuou série de vitórias da Kamaz — a terceira vitória consecutiva no Dakar — nos camiões, com o seu primeiro triunfo, sendo o pódio totalmente dominado pela Kamaz

## Participantes
| Etapa           | Motos | Quads | Carros | Camiões | Total |
| --------------- | ----- | ----- | ------ | ------- | ----- |
| Início do Rali  | 161   | 45    | 137    | 63      | 406   |
| Dia de descanso | 115   | 24    | 76     | 52      | 267   |
| Fim do Rali     | 79    | 18    | 67     | 43      | 207   |

### Motos
| Marca  | Equipa                            | No. | Piloto             |
| ------ | --------------------------------- | --- | ------------------ |
| KTM    | Red Bull KTM Factory Racing       | 1   | Marc Coma          |
| KTM    | Red Bull KTM Factory Racing       | 4   | Jordi Viladoms     |
| KTM    | Red Bull KTM Factory Racing       | 6   | Sam Sunderland     |
| KTM    | Red Bull KTM Factory Racing       | 11  | Ruben Faria        |
| KTM    | Orlen KTM Rally Factory Team      | 8   | Kuba Przygoński    |
| KTM    | Team Casteu                       | 9   | David Casteu       |
| Honda  | HRC Rally                         | 2   | Joan Barreda       |
| Honda  | HRC Rally                         | 5   | Hélder Rodrigues   |
| Honda  | HRC Rally                         | 7   | Paulo Gonçalves    |
| Honda  | HRC Rally                         | 12  | Jeremias Israel    |
| Honda  | HRC Rally                         | 29  | Laia Sanz          |
| Yamaha | Yamaha Factory Racing             | 3   | Olivier Pain       |
| Yamaha | Yamaha Factory Racing             | 17  | Michael Metge      |
| Yamaha | Yamaha Factory Racing             | 19  | Alessandro Botturi |
| Yamaha | Pont Grup-Yamaha-JVO Racing       | 10  | Juan Pedrero       |
| Yamaha | Pont Grup-Yamaha-JVO Racing       | 30  | Marc Guasch        |
| Yamaha | Yamaha Netherlands Verhoeven Team | 15  | Frans Verhoeven    |
| Sherco | Sherco TVS Rally Factory          | 14  | Alain Duclos       |
| Sherco | Sherco TVS Rally Factory          | 25  | Fabien Planet      |

### Automóveis
| Marca      | Equipa                     | No. | Piloto               | navegador          |
| ---------- | -------------------------- | --- | -------------------- | ------------------ |
| Mini       | Monster Energy X-Raid Team | 300 | Nani Roma            | Michel Perin       |
| Mini       | Monster Energy X-Raid Team | 305 | Orlando Terranova    | Bernardo Graue     |
| Mini       | Monster Energy X-Raid Team | 307 | Krzysztof Hołowczyc  | Xavier Panseri     |
| Mini       | Qatar Raid Team            | 301 | Nasser Al-Attiyah    | Matthieu Baumel    |
| Peugeot    | Team Peugeot Total         | 302 | Stéphane Peterhansel | Jean-Paul Cottret  |
| Peugeot    | Team Peugeot Total         | 304 | Carlos Sainz         | Lucas Cruz         |
| Peugeot    | Team Peugeot Total         | 322 | Cyril Despres        | Gilles Picard      |
| Toyota     | Imperial Toyota            | 303 | Giniel de Villiers   | Dirk von Zitzewitz |
| Toyota     | Imperial Toyota            | 327 | Leeroy Poulter       | Robert Howie       |
| Toyota     | Overdrive                  | 309 | Christian Lavielle   | Pascal Maimon      |
| Toyota     | Overdrive                  | 313 | Lucio Alvarez        | Roberto Patti      |
| Toyota     | Overdrive                  | 315 | Bernhard Ten Brinke  | Tom Colsoul        |
| Mitsubishi | Mitsubishi Petrobras       | 306 | Carlos Sousa         | Paulo Fiuza        |
| Mitsubishi | Mitsubishi Petrobras       | 324 | Guilherme Spinelli   | Youssef Haddad     |
| Hummer     | Speed Energy Racing        | 308 | Robby Gordon         | Johnny Campbell    |
| SMG        | SMG                        | 312 | Philippe Gache       | Jean-Pierre Garcin |
| SMG        | SMG                        | 320 | Ronan Chabot         | Gilles Pillot      |
| Ford       | YPF Ford Racing            | 317 | Federico Villagra    | Andres Memi        |
| X-Raid     | Buggy All Terrain Team     | 323 | Guerlain Chicherit   | Alexandre Winocq   |
| MD Rallye  | Team MD Rallye Sport       | 330 | Romain Dumas         | François Borsotto  |

### Quads
| Marca  | Equipa                               | No. | Piloto                 |
| ------ | ------------------------------------ | --- | ---------------------- |
| Yamaha | Tamarugal XC Rally Team              | 250 | Ignacio Casale         |
| Yamaha | Sonik Team                           | 251 | Rafał Sonik            |
| Yamaha | Jianming Racing                      | 252 | Sergio Lafuente        |
| Yamaha | Mendoza Espiritu Grande              | 255 | Sebastian Halpern      |
| Yamaha | Consultores de Empresas              | 261 | Jeremias Gonzalez      |
| Honda  | Maxxis Dakar Team Powered by Super B | 253 | Mohammed Abu-Issa      |
| Honda  | Tamarugal XC Rally Team              | 254 | Victor Manuel Gallegos |
| Honda  | Equipo YPF Elaion Moto Rally         | 258 | Lucas Bonetto          |
| Can-Am | Tamarugal XC Rally Team              | 254 | Sebastian Palma        |

### Camiões
| Marca | Equipa                      | No. | Piloto             | Co-Pilotos      | Co-Pilotos           |
| ----- | --------------------------- | --- | ------------------ | --------------- | -------------------- |
| Kamaz | Kamaz-Master                | 500 | Andrey Karginov    | Andrey Mokeev   | Igor Leonov          |
| Kamaz | Kamaz-Master                | 502 | Eduard Nikolaev    | Evgeny Yakovlev | Ruslan Akhmadeev     |
| Kamaz | Kamaz-Master                | 507 | Ayrat Mardeev      | Aydar Belyaev   | Dmitriy Svistunov    |
| Kamaz | Kamaz-Master                | 520 | Dmitry Sotnikov    | Igor Devyatkin  | Andrey Aferin        |
| Iveco | Petronas Team De Rooy Iveco | 501 | Gérard de Rooy     | Darek Rodewald  | Jurgen Damen         |
| Iveco | Petronas Team De Rooy Iveco | 504 | Hans Stacey        | Serge Bruynkens | Bernard der Kinderen |
| Iveco | Petronas Team De Rooy Iveco | 509 | Pep Vila           | Xavi Colome     | Michel Huisman       |
| MAN   | Eurol/Veka MAN Rally Team   | 503 | Aleš Loprais       | Ferran Alcayna  | Jan van der Vaet     |
| MAN   | Eurol/Veka MAN Rally Team   | 508 | Marcel van Vliet   | Marcel Pronk    | Artur Klein          |
| Tatra | Tatra Buggyra Racing        | 506 | Martin Kolomý      | David Kilián    | René Kilián          |
| Ginaf | Ginaf Rally Service         | 511 | Wulfert van Ginkel | Hugo Kupper     | Bert van Donkelaar   |
| Ginaf | Ginaf Rally Service         | 562 | Jan Lammers        | Daniel Bruinsma | Sven Vogelaar        |

## Etapas
Distância de acordo com o site oficial.
| Data       | Partida                                        | Chegada                        | Motos                     | Motos                     | Motos                     | Motos                     | Quads                     | Carros                    | Carros                    | Carros                    | Carros                    | Camiões                   | Camiões                   | Camiões                   | Camiões                   |
| Data       | Partida                                        | Chegada                        | Et                        | Lig                       | SS                        | Vencedor                  | Vencedor                  | Et                        | Lig                       | SS                        | Vencedor                  | Et                        | Lig                       | SS                        | Vencedor                  |
| ---------- | ---------------------------------------------- | ------------------------------ | ------------------------- | ------------------------- | ------------------------- | ------------------------- | ------------------------- | ------------------------- | ------------------------- | ------------------------- | ------------------------- | ------------------------- | ------------------------- | ------------------------- | ------------------------- |
| 4 Janeiro  | Buenos Aires                                   | Villa Carlos Paz               | 1                         | 663                       | 175                       | Sam Sunderland            | Ignácio Casale            | 1                         | 663                       | 170                       | O. Terranova              | 1                         | 663                       | 175                       | H. Stacey                 |
| 5 Janeiro  | Villa Carlos Paz                               | San Juan                       | 2                         | 107                       | 518                       | J. Barreda                | I. Casale                 | 2                         | 107                       | 518                       | N. Al-Attiyah             | 2                         | 315                       | 331                       | E. Nikolaev               |
| 6 Janeiro  | San Juan                                       | Chilecito                      | 3                         | 437                       | 220                       | M. Walkner                | L. Bonetto                | 3                         | 258                       | 284                       | O. Terranova              | 3                         | 258                       | 284                       | A. Mardeev                |
| 7 Janeiro  | Chilecito                                      | Copiapó                        | 4                         | 594                       | 315                       | J. Barreda                | R. Sonik                  | 4                         | 594                       | 315                       | N. Al-Attiyah             | 4                         | 594                       | 175                       | E. Nikolaev               |
| 8 Janeiro  | Copiapó                                        | Antofagasta                    | 5                         | 239                       | 458                       | M. Coma                   | R. Sonik                  | 5                         | 239                       | 458                       | V. Vasilyev               | 5                         | 239                       | 458                       | E. Nikolaev               |
| 9 Janeiro  | Antofagasta                                    | Iquique                        | 6                         | 369                       | 319                       | H. Rodrigues              | I. Casale                 | 6                         | 392                       | 255                       | N. Al-Attiyah             | 6                         | 370                       | 255                       | E. Nikolaev               |
| 10 Janeiro | Iquique                                        | Uyuni (Auto) Atacama (Camiões) | Dia de descanso (Iquique) | Dia de descanso (Iquique) | Dia de descanso (Iquique) | Dia de descanso (Iquique) | Dia de descanso (Iquique) | 7M                        | 396                       | 321                       | O. Terranova              | 7M                        | 101                       | 335                       | A. Loprais                |
| 11 Janeiro | Iquique (Motos) Uyuni (Auto) Atacama (Camiões) | Uyuni (Motos) Iquique (Auto)   | 7M                        | 396                       | 321                       | P. Gonçalves              | N. Sanabria               | 8M                        | 24                        | 781                       | Y. Al-Rajhi               | 8M                        | 0                         | 271                       | E. Nikolaev               |
| 12 Janeiro | Uyuni                                          | Iquique                        | 8M                        | 24                        | 781                       | P. Quintanilla            | J. González               | Dia de descanso (Iquique) | Dia de descanso (Iquique) | Dia de descanso (Iquique) | Dia de descanso (Iquique) | Dia de descanso (Iquique) | Dia de descanso (Iquique) | Dia de descanso (Iquique) | Dia de descanso (Iquique) |
| 13 Janeiro | Iquique                                        | Calama                         | 9                         | 88                        | 451                       | H. Rodrigues              | V. Gallegos               | 9                         | 88                        | 451                       | N. Roma                   | 9                         | 88                        | 451                       | A. Mardeev                |
| 14 Janeiro | Calama                                         | Salta                          | 10M                       | 520                       | 371                       | J. Barreda                | N. Sanabria               | 10                        | 501                       | 359                       | N. Al-Attiyah             | 10                        | 501                       | 359                       | E. Nikolaev               |
| 15 Janeiro | Salta                                          | Termas Río Hondo               | 11M                       | 161                       | 351                       | I. Jakeš                  | C. Declerck               | 11                        | 326                       | 194                       | N. Al-Attiyah             | 11                        | 326                       | 194                       | H. Stacey                 |
| 16 Janeiro | Termas Río Hondo                               | Rosário                        | 12                        | 726                       | 298                       | T. Price                  | C. Declerck               | 12                        | 726                       | 298                       | O. Terranova              | 12                        | 726                       | 298                       | H. Stacey                 |
| 18 Janeiro | Rosário                                        | Buenos Aires                   | 13                        | 219                       | 174                       | I. Jakeš                  | W. Saaijman               | 13                        | 219                       | 174                       | R. Gordon                 | 13                        | 219                       | 174                       | H. Stacey                 |

Notas:
- M: Etapa Maratona (sem parque de assistência).

1. ↑  Nasser Al-Attiyah set the fastest Tempo for the Etapa before being awarded a 2-minute penalty.[4]
2. ↑  Rafał Sonik set the fastest Tempo for the Etapa before being awarded a 15-minute penalty.
3. ↑  Joan Barreda set the fastest Tempo for the Etapa before being awarded a 45-minute penalty.[5]

## Resumo

### Motos
Luta muito esperada entre a KTM com o campeão Marc Coma e a armada da Honda que ainda não triunfou desde que regressou ao Dakar.
A prova começou numa toada de equilíbrio, com as vitórias a alternarem entre a KTM e a Honda, mas com as diferenças a serem reduzidas. Joan Barreda Bort (Honda) viria a liderar a prova entre a 2ª e a 7ª etapa, assistindo-se a uma marcação cerrada entre Barreda e Coma até que na etapa maratona do Salar de Uyuni Barreda acabaria por ser rebocado por Jeremias Esquerre e perdia as hipóteses de vitória (após na etapa anterior ter sofrido uma queda que partira o guiador).
Paulo Gonçalves, muito regular saltava para a 2ª posição e era o único a poder destronar Coma. Assistiu-se nos dias seguintes a uma entreajuda dos pilotos da Honda para levar Gonçalves à vitória, mas uma troca de motor na 11ª etapa entregava a vitória em definitivo a Coma.
Hélder Rodrigues, afectado por gripe nos primeiros dias de prova, viria a rodar no meio do pelotão, vencendo as etapas 6 e 9, viria a descer na classificação quando passou a ajudar Gonçalves a tentar chegar à vitória, terminando em 12º. Rúben Faria, afectado por uma fractura da clavícula em Novembro, viria a terminar em 6º, numa prova em que foi o principal escudeiro de Marc Coma.
As grandes supresas vieram dos rookies da KTM, o austríaco Matthias Walkner (vitória na 3ª etapa vindo depois a desistir) e o australiano Toby Price (vitória na 13ª etapa e 3º lugar na geral).
Desilusão da Yamaha, cujo melhor classificado foi Olivier Pain em 10º.
Mário Patrão em Suzuki, na sua 3ª participação acabou por desistir durante a 10ª etapa, quando era apenas 41º.
Portugal consegui colocar 3 pilotos no top-12, sendo a única nação a conseguir-lo.

### Quads
Após 6 anos de vitórias sul-americanas, a edição de 2015 corou o polaco Rafał Sonik.
Rafał Sonik e Ignacio Casale eram os grandes candidatos à vitória, que seguia bem equilibrada até à 10ª etapa. Nesta etapa duríssima, Casale (2º) desistia com problemas mecânicos enquanto Sergio Lafuente (3º) tinha um violento acidente, (já depois de  Lucas Bonetto (vencedor 3ª etapa) ter abandonado na 4ª etapa), ficando Sonik com quase 3 horas para gerir até final da prova.

### Automóveis
Logo ao 3º quilómetro da prova, o campeão em título nos automóveis, Nani Roma partia o motor do Mini, sendo rebocado até final, com a respectiva penalização o colocava fora da luta pela vitória, e o tornava do aguadeiro da Mini. Viria a desistir mais tarde após um violento acidente durante a 10ª etapa.
Nasser Al-Attiyah iniciava com uma vitória (que viria a ser retirada devido a uma penalização por excesso de velocidade) a que se seguiram-se mais 5 vitórias, dominando completamente a prova.
Orlando Terranova também em Mini, primeiro líder da prova (herdou a posição após penalização de Nasser) viria a capotar logo na 2ª etapa, ficando fora da luta pelo pódio. No entanto viria a conquistar mais 3 vitórias em etapas.
Giniel de Villiers, na sua Toyota Hilux da Imperial seria o único a conseguir acompanhar Nasser, fazendo da regularidade o seu tónico. No entanto viria a perder muito tempo na 9 etapa (devido a um erro de navegação), entregando a vitória a Nasser.
Yazeed Al-Rajhi foi a surpresa da prova vencendo a 8ª etapa (etapa Maratona) conseguindo colocar a sua Toyota Hilux no 3º posto, no seu ano de estreia. No entanto viria a abandonar durante a 11ª etapa devido a problemas mecânicos.
Robby Gordon, muito popular com o seu exuberante Gordinni (versão mais curta do Hummer H3) depois de na época passada ter ficado fora da luta pela vitória no primeiro dia (capotanço), viria a sofrer de sobreaquecimento dos travões logo na 2ª etapa, perdendo 4 horas, sofrendo novamente de problemas na 4ª etapa. Conseguiria um 3º e 4º tempos nas 5ª e 6ª etapas, culminando na vitória na última etapa da prova.
Se a Mini dominou a prova (vencendo 11 das 13 etapas), a Peugeot neste regresso após 25 anos, desiludiu, com muitos problemas de fiabilidade. Stéphane Peterhansel terminou em 11º da geral, nunca conseguindo ser consistentemente rápido, enquanto Cyril Despres não foi além do 34º posto mostrando muitos problemas de adaptação neste seu primeiro ano nos automóveis. Já Carlos Sainz era o mais rápido dos Peugeot e o único a acompanhar Mini e Toyota até sofrer de problemas mecânicos na 4ª etapa (perdendo 2 horas) vindo a desistir no dia seguinte devido a um violento acidente.
Ronan Chabot foi o melhor buggy, levando o protótipo da SMG à 10ª posição da geral.
Guerlain Chicherit, com um buggy da X-Raid (carro semelhante à versão que Nasser Al Attiyah e Carlos Sainz utilizaram em 2013) foi apenas 45º. Assolado desde início por vários problemas mecânicos e elétricos, incluindo um incêndio que quase destruiu a viatura, conseguiu o 3º melhor tempo na 9ª especial, no entanto viria a sofrer de problemas mecânicos na ligação até ao final quedando-se pelo 18º tempo da etapa.
Quanto aos portugueses, Carlos Sousa levou o seu Mitsubishi ASX da Petrobras à 8ª posição da geral (primeiro não Mini nem Toyota). Ricardo Leal do Santos com uma Nissan no projecto BAMP (Brasil, Angola, Moçambique e Portugal) foi o 2º melhor entre os pilotos privados (25º da geral), sendo o melhor da marca nipónica.

### Camiões
Prova totalmente dominada pela Kamaz (que ocupou todos os lugares do pódio e ainda o 5º posto) e venceu 8 das 13 etapas.
Aleš Loprais que este ano trocou a Tatra pela MAN foi o único a conseguir acompanhar os Kamaz, (venceu 7ª etapa) tentando imiscuir-se na luta pelo pódio, mas terminando a mais de 1 hora do 3º lugar.
A Iveco apesar de 4 vitórias (1 a abrir e 3 a fechar) sofreu de fiabilidade e não conseguiu acompanhar a Kamaz, excepto nas especiais argentinas (ao estilo WRC) mais favoráveis aos mais pequenos e mais ágeis Iveco.
O bielorrusso Siarhei Viazovich foi a surpresa da prova, ao conseguir terminar várias etapas no top-3 com o seu MAZ.
Pedro Jorge Velosa, no Iveco do Team Boucou (como mecânico) foi o único português a terminar a prova, em 24º.

## Resultados Etapas

### Motos
|       | Resultados da etapa | Resultados da etapa | Resultados da etapa | Resultados da etapa | Resultados da etapa | Classificação Geral | Classificação Geral | Classificação Geral | Classificação Geral | Classificação Geral |
| Etapa | Pos                 | Piloto              | Marca               | Tempo               | Dif                 | Pos                 | Piloto              | Marca               | Tempo               | Dif                 |
| ----- | ------------------- | ------------------- | ------------------- | ------------------- | ------------------- | ------------------- | ------------------- | ------------------- | ------------------- | ------------------- |
| 1     | 1                   | Sam Sunderland      | KTM                 | 1:18:57             |                     | 1                   | Sam Sunderland      | KTM                 | 1:18:57             |                     |
| 1     | 2                   | Paulo Gonçalves     | Honda               | 1:19:02             | 0:05                | 2                   | Paulo Gonçalves     | Honda               | 1:19:02             | 0:05                |
| 1     | 3                   | Marc Coma           | KTM                 | 1:20:09             | 1:12                | 3                   | Marc Coma           | KTM                 | 1:20:09             | 1:12                |
| 2     | 1                   | Joan Barreda        | Honda               | 5:46:06             |                     | 1                   | Joan Barreda        | Honda               | 7:06:44             |                     |
| 2     | 2                   | Paulo Gonçalves     | Honda               | 5:52:19             | 6:13                | 2                   | Paulo Gonçalves     | Honda               | 7:11:21             | 4:37                |
| 2     | 3                   | Ruben Faria         | KTM                 | 5:55:22             | 9:16                | 3                   | Ruben Faria         | KTM                 | 7:17:21             | 10:37               |
| 3     | 1                   | Matthias Walkner    | KTM                 | 2:34:28             |                     | 1                   | Joan Barreda        | Honda               | 9:43:05             |                     |
| 3     | 2                   | Marc Coma           | KTM                 | 2:35:08             | 0:40                | 2                   | Paulo Gonçalves     | Honda               | 9:48:38             | 5:33                |
| 3     | 3                   | Joan Barreda        | Honda               | 2:36:21             | 1:53                | 3                   | Matthias Walkner    | KTM                 | 9:53:38             | 10:33               |
| 4     | 1                   | Joan Barreda        | Honda               | 3:27:28             |                     | 1                   | Joan Barreda        | Honda               | 13:10:33            |                     |
| 4     | 2                   | Marc Coma           | KTM                 | 3:29:27             | 1:59                | 2                   | Marc Coma           | KTM                 | 13:23:22            | 12:49               |
| 4     | 3                   | Pablo Quintanilla   | KTM                 | 3:30:17             | 2:49                | 3                   | Paulo Gonçalves     | Honda               | 13:31:02            | 20:29               |
| 5     | 1                   | Marc Coma           | KTM                 | 4:38:16             |                     | 1                   | Joan Barreda        | Honda               | 17:51:05            |                     |
| 5     | 2                   | Joan Barreda        | Honda               | 4:40:32             | 2:16                | 2                   | Marc Coma           | KTM                 | 18:01:38            | 10:33               |
| 5     | 3                   | Pablo Quintanilla   | KTM                 | 4:40:56             | 2:40                | 3                   | Paulo Gonçalves     | Honda               | 18:13:55            | 22:50               |
| 6     | 1                   | Hélder Rodrigues    | Honda               | 3:40:10             |                     | 1                   | Joan Barreda        | Honda               | 21:38:35            |                     |
| 6     | 2                   | Toby Price          | KTM                 | 3:41:20             | 1:10                | 2                   | Marc Coma           | KTM                 | 21:51:02            | 12:27               |
| 6     | 3                   | Paulo Gonçalves     | Honda               | 3:41:52             | 1:42                | 3                   | Paulo Gonçalves     | Honda               | 21:55:47            | 17:12               |
| 7     | 1                   | Paulo Gonçalves     | Honda               | 3:56:00             |                     | 1                   | Joan Barreda        | Honda               | 25:40:48            |                     |
| 7     | 2                   | Marc Coma           | KTM                 | 3:56:14             | 0:14                | 2                   | Marc Coma           | KTM                 | 25:47:16            | 6:28                |
| 7     | 3                   | Matthias Walkner    | KTM                 | 3:56:30             | 0:30                | 3                   | Paulo Gonçalves     | Honda               | 25:51:47            | 10:59               |
| 8     | 1                   | Pablo Quintanilla   | KTM                 | 2:56:19             |                     | 1                   | Marc Coma           | KTM                 | 28:51:12            |                     |
| 8     | 2                   | Juan Pedrero        | Yamaha              | 2:56:30             | 0:11                | 2                   | Paulo Gonçalves     | Honda               | 29:00:23            | 9:11                |
| 8     | 3                   | Štefan Svitko       | KTM                 | 2:56:31             | 0:12                | 3                   | Pablo Quintanilla   | KTM                 | 29:02:23            | 11:11               |
| 9     | 1                   | Hélder Rodrigues    | Honda               | 5:06:14             |                     | 1                   | Marc Coma           | KTM                 | 34:05:00            |                     |
| 9     | 2                   | Paulo Gonçalves     | Honda               | 5:10:05             | 3:51                | 2                   | Paulo Gonçalves     | Honda               | 34:10:28            | 5:28                |
| 9     | 3                   | Marc Coma           | KTM                 | 5:13:48             | 7:34                | 3                   | Pablo Quintanilla   | KTM                 | 34:31:52            | 26:52               |
| 10    | 1                   | Joan Barreda        | Honda               | 4:07:11             |                     | 1                   | Marc Coma           | KTM                 | 38:13:50            |                     |
| 10    | 2                   | Marc Coma           | KTM                 | 4:08:50             | 1:39                | 2                   | Paulo Gonçalves     | Honda               | 38:21:25            | 7:35                |
| 10    | 3                   | Ruben Faria         | KTM                 | 4:09:08             | 1:57                | 3                   | Pablo Quintanilla   | KTM                 | 38:45:32            | 31:42               |
| 11    | 1                   | Ivan Jakeš          | KTM                 | 3:28:08             |                     | 1                   | Marc Coma           | KTM                 | 41:43:03            |                     |
| 11    | 2                   | Ruben Faria         | KTM                 | 3:28:16             | 0:08                | 2                   | Paulo Gonçalves     | Honda               | 42:04:15            | 21:12               |
| 11    | 3                   | Toby Price          | KTM                 | 3:28:50             | 0:42                | 3                   | Toby Price          | KTM                 | 42:14:46            | 31:43               |
| 12    | 1                   | Toby Price          | KTM                 | 3:19:04             |                     | 1                   | Marc Coma           | KTM                 | 45:08:32            |                     |
| 12    | 2                   | Joan Barreda        | Honda               | 3:20:59             | 1:55                | 2                   | Paulo Gonçalves     | Honda               | 45:26:21            | 17:49               |
| 12    | 3                   | Paulo Gonçalves     | Honda               | 3:22:06             | 3:02                | 3                   | Toby Price          | KTM                 | 45:33:50            | 25:18               |
| 13    | 1                   | Ivan Jakeš          | KTM                 | 52:06               |                     | 1                   | Marc Coma           | KTM                 | 46:03:49            |                     |
| 13    | 2                   | Štefan Svitko       | KTM                 | 52:51               | 0:45                | 2                   | Paulo Gonçalves     | Honda               | 46:20:42            | 16:53               |
| 13    | 3                   | Toby Price          | KTM                 | 53:13               | 1:07                | 3                   | Toby Price          | KTM                 | 46:27:03            | 23:14               |

### Quads
|       | Resultados da etapa | Resultados da etapa | Resultados da etapa | Resultados da etapa | Resultados da etapa | Classificação Geral | Classificação Geral | Classificação Geral | Classificação Geral | Classificação Geral |
| Etapa | Pos                 | Piloto              | Marca               | Tempo               | Dif                 | Pos                 | Piloto              | Marca               | Tempo               | Dif                 |
| ----- | ------------------- | ------------------- | ------------------- | ------------------- | ------------------- | ------------------- | ------------------- | ------------------- | ------------------- | ------------------- |
| 1     | 1                   | Ignacio Casale      | Yamaha              | 1:37:08             |                     | 1                   | Ignacio Casale      | Yamaha              | 1:37:08             |                     |
| 1     | 2                   | Rafał Sonik         | Yamaha              | 1:38:15             | 1:07                | 2                   | Rafał Sonik         | Yamaha              | 1:38:15             | 1:07                |
| 1     | 3                   | Sergio Lafuente     | Yamaha              | 1:38:31             | 1:23                | 3                   | Sergio Lafuente     | Yamaha              | 1:38:31             | 1:23                |
| 2     | 1                   | Ignacio Casale      | Yamaha              | 6:52:57             |                     | 1                   | Ignacio Casale      | Yamaha              | 8:30:05             |                     |
| 2     | 2                   | Sergio Lafuente     | Yamaha              | 6:53:38             | 0:41                | 2                   | Sergio Lafuente     | Yamaha              | 8:32:09             | 2:04                |
| 2     | 3                   | Sebastian Halpern   | Yamaha              | 6:58:30             | 5:33                | 3                   | Sebastian Halpern   | Yamaha              | 8:41:18             | 11:13               |
| 3     | 1                   | Lucas Bonetto       | Honda               | 3:08:27             |                     | 1                   | Sergio Lafuente     | Yamaha              | 11:43:15            |                     |
| 3     | 2                   | Sebastian Halpern   | Yamaha              | 3:09:25             | 0:58                | 2                   | Sebastian Halpern   | Yamaha              | 11:50:43            | 7:28                |
| 3     | 3                   | Rafał Sonik         | Yamaha              | 3:10:41             | 2:14                | 3                   | Rafał Sonik         | Yamaha              | 11:53:20            | 10:05               |
| 4     | 1                   | Rafał Sonik         | Yamaha              | 4:11:35             |                     | 1                   | Rafał Sonik         | Yamaha              | 16:04:55            |                     |
| 4     | 2                   | Ignacio Casale      | Yamaha              | 4:15:01             | 3:26                | 2                   | Sergio Lafuente     | Yamaha              | 16:08:44            | 3:49                |
| 4     | 3                   | Mohammed Abu-Issa   | Honda               | 4:24:49             | 13:14               | 3                   | Ignacio Casale      | Yamaha              | 16:18:27            | 13:32               |
| 5     | 1                   | Rafał Sonik         | Yamaha              | 5:47:46             |                     | 1                   | Rafał Sonik         | Yamaha              | 21:52:41            |                     |
| 5     | 2                   | Ignacio Casale      | Yamaha              | 5:58:37             | 10:51               | 2                   | Ignacio Casale      | Yamaha              | 22:17:04            | 24:23               |
| 5     | 3                   | Jeremias González   | Yamaha              | 6:09:27             | 21:41               | 3                   | Sergio Lafuente     | Yamaha              | 22:19:01            | 26:20               |
| 6     | 1                   | Ignacio Casale      | Yamaha              | 4:21:52             |                     | 1                   | Rafał Sonik         | Yamaha              | 26:22:48            |                     |
| 6     | 2                   | Rafał Sonik         | Yamaha              | 4:30:07             | 8:15                | 2                   | Ignacio Casale      | Yamaha              | 26:38:56            | 16:08               |
| 6     | 3                   | Sergio Lafuente     | Yamaha              | 4:45:00             | 23:08               | 3                   | Sergio Lafuente     | Yamaha              | 27:04:01            | 41:13               |
| 7     | 1                   | Nelson Sanabria     | Yamaha              | 5:22:12             |                     | 1                   | Rafał Sonik         | Yamaha              | 31:50:46            |                     |
| 7     | 2                   | Rafał Sonik         | Yamaha              | 5:27:58             | 5:46                | 2                   | Ignacio Casale      | Yamaha              | 32:12:45            | 21:59               |
| 7     | 3                   | Ignacio Casale      | Yamaha              | 5:33:49             | 11:37               | 3                   | Sergio Lafuente     | Yamaha              | 32:58:46            | 1:08:00             |
| 8     | 1                   | Jeremias González   | Yamaha              | 3:43:35             |                     | 1                   | Ignacio Casale      | Yamaha              | 36:04:14            |                     |
| 8     | 2                   | Ignacio Casale      | Yamaha              | 3:51:29             | 7:54                | 2                   | Rafał Sonik         | Yamaha              | 36:11:03            | 6:49                |
| 8     | 3                   | Sergio Lafuente     | Yamaha              | 3:54:39             | 11:04               | 3                   | Sergio Lafuente     | Yamaha              | 36:53:25            | 49:11               |
| 9     | 1                   | Víctor Gallegos     | Honda               | 6:31:46             |                     | 1                   | Rafał Sonik         | Yamaha              | 42:58:24            |                     |
| 9     | 2                   | Rafał Sonik         | Yamaha              | 6:47:21             | 15:35               | 2                   | Ignacio Casale      | Yamaha              | 43:02:24            | 4:00                |
| 9     | 3                   | Sergio Lafuente     | Yamaha              | 6:57:15             | 25:29               | 3                   | Sergio Lafuente     | Yamaha              | 43:50:40            | 52:16               |
| 10    | 1                   | Nelson Sanabria     | Yamaha              | 4:58:29             |                     | 1                   | Rafał Sonik         | Yamaha              | 48:02:07            |                     |
| 10    | 2                   | Jeremias González   | Yamaha              | 5:01:39             | 3:10                | 2                   | Jeremias González   | Yamaha              | 50:53:46            | 2:51:39             |
| 10    | 3                   | Walter Nosiglia     | Honda               | 5:02:29             | 4:00                | 3                   | Walter Nosiglia     | Honda               | 51:46:32            | 3:44:25             |
| 11    | 1                   | Christophe Declerck | Yamaha              | 3:56:39             |                     | 1                   | Rafał Sonik         | Yamaha              | 52:07:58            |                     |
| 11    | 2                   | Nelson Sanabria     | Yamaha              | 4:03:14             | 6:35                | 2                   | Jeremias González   | Yamaha              | 54:57:59            | 2:50:01             |
| 11    | 3                   | Walter Nosiglia     | Honda               | 4:03:29             | 6:50                | 3                   | Walter Nosiglia     | Honda               | 55:50:01            | 3:42:03             |
| 12    | 1                   | Christophe Declerck | Yamaha              | 3:47:15             |                     | 1                   | Rafał Sonik         | Yamaha              | 56:05:18            |                     |
| 12    | 2                   | Nelson Sanabria     | Yamaha              | 3:54:24             | 7:09                | 2                   | Jeremias González   | Yamaha              | 58:57:35            | 2:52:17             |
| 12    | 3                   | Walter Nosiglia     | Honda               | 3:56:46             | 9:31                | 3                   | Walter Nosiglia     | Honda               | 59:46:47            | 3:41:29             |
| 13    | 1                   | Willem Saaijman     | Yamaha              | 1:05:05             |                     | 1                   | Rafał Sonik         | Yamaha              | 57:18:39            |                     |
| 13    | 2                   | Christophe Declerck | Yamaha              | 1:05:11             | 0:06                | 2                   | Jeremias González   | Yamaha              | 60:13:29            | 2:54:50             |
| 13    | 3                   | Daniel Domaszewski  | Honda               | 1:05:14             | 0:09                | 3                   | Walter Nosiglia     | Honda               | 61:01:35            | 3:42:56             |

### Automóveis
|       | Resultados da etapa | Resultados da etapa                   | Resultados da etapa | Resultados da etapa | Resultados da etapa | Classificação Geral | Classificação Geral                   | Classificação Geral | Classificação Geral | Classificação Geral |
| Etapa | Pos                 | Pilotos                               | Marca               | Tempo               | Dif                 | Pos                 | Piloto                                | Marca               | Tempo               | Dif                 |
| ----- | ------------------- | ------------------------------------- | ------------------- | ------------------- | ------------------- | ------------------- | ------------------------------------- | ------------------- | ------------------- | ------------------- |
| 1     | 1                   | Orlando Terranova Bernardo Graue      | Mini                | 1:13:12             |                     | 1                   | Orlando Terranova Bernardo Graue      | Mini                | 1:13:12             |                     |
| 1     | 2                   | Robby Gordon Johnny Campbell          | Hummer              | 1:13:54             | 0:42                | 2                   | Robby Gordon Johnny Campbell          | Hummer              | 1:13:54             | 0:42                |
| 1     | 3                   | Giniel de Villiers Dirk von Zitzewitz | Toyota              | 1:14:02             | 0:50                | 3                   | Giniel de Villiers Dirk von Zitzewitz | Toyota              | 1:13:54             | 0:50                |
| 2     | 1                   | Nasser Al-Attiyah Matthieu Baumel     | Mini                | 5:04:50             |                     | 1                   | Nasser Al-Attiyah Matthieu Baumel     | Mini                | 6:19:40             |                     |
| 2     | 2                   | Giniel de Villiers Dirk von Zitzewitz | Toyota              | 5:13:20             | 8:30                | 2                   | Giniel de Villiers Dirk von Zitzewitz | Toyota              | 6:27:22             | 7:42                |
| 2     | 3                   | Bernhard ten Brinke Tom Colsoul       | Toyota              | 5:14:54             | 10:04               | 3                   | Bernhard ten Brinke Tom Colsoul       | Toyota              | 6:29:22             | 9:42                |
| 3     | 1                   | Orlando Terranova Bernardo Graue      | Mini                | 2:57:28             |                     | 1                   | Nasser Al-Attiyah Matthieu Baumel     | Mini                | 9:21:26             |                     |
| 3     | 2                   | Giniel de Villiers Dirk von Zitzewitz | Toyota              | 2:59:22             | 1:54                | 2                   | Giniel de Villiers Dirk von Zitzewitz | Toyota              | 9:26:44             | 5:18                |
| 3     | 3                   | Yazeed Al-Rajhi Timo Gottschalk       | Toyota              | 3:00:20             | 2:52                | 3                   | Orlando Terranova Bernardo Graue      | Mini                | 9:39:31             | 18:05               |
| 4     | 1                   | Nasser Al-Attiyah Matthieu Baumel     | Mini                | 3:09:18             |                     | 1                   | Nasser Al-Attiyah Matthieu Baumel     | Mini                | 12:30:44            |                     |
| 4     | 2                   | Nani Roma Michel Périn                | Mini                | 3:11:58             | 2:40                | 2                   | Giniel de Villiers Dirk von Zitzewitz | Toyota              | 12:38:59            | 8:15                |
| 4     | 3                   | Giniel de Villiers Dirk von Zitzewitz | Toyota              | 3:12:15             | 2:57                | 3                   | Yazeed Al-Rajhi Timo Gottschalk       | Toyota              | 12:54:17            | 23:33               |
| 5     | 1                   | Vladimir Vasilyev Konstantin Zhiltsov | Mini                | 4:19:18             |                     | 1                   | Nasser Al-Attiyah Matthieu Baumel     | Mini                | 16:53:26            |                     |
| 5     | 2                   | Yazeed Al-Rajhi Timo Gottschalk       | Toyota              | 4:19:38             | 0:20                | 2                   | Giniel de Villiers Dirk von Zitzewitz | Toyota              | 17:04:01            | 10:35               |
| 5     | 3                   | Robby Gordon Johnny Campbell          | Hummer              | 4:20:43             | 1:25                | 3                   | Yazeed Al-Rajhi Timo Gottschalk       | Toyota              | 17:13:55            | 20:29               |
| 6     | 1                   | Nasser Al-Attiyah Matthieu Baumel     | Mini                | 2:37:18             |                     | 1                   | Nasser Al-Attiyah Matthieu Baumel     | Mini                | 19:30:44            |                     |
| 6     | 2                   | Giniel de Villiers Dirk von Zitzewitz | Toyota              | 2:37:55             | 0:37                | 2                   | Giniel de Villiers Dirk von Zitzewitz | Toyota              | 19:41:56            | 11:12               |
| 6     | 3                   | Nani Roma Michel Périn                | Mini                | 2:38:42             | 1:24                | 3                   | Yazeed Al-Rajhi Timo Gottschalk       | Toyota              | 19:59:28            | 28:44               |
| 7     | 1                   | Orlando Terranova Bernardo Graue      | Mini                | 3:31:18             |                     | 1                   | Nasser Al-Attiyah Matthieu Baumel     | Mini                | 23:11:50            |                     |
| 7     | 2                   | Yazeed Al-Rajhi Timo Gottschalk       | Toyota              | 3:33:38             | 2:20                | 2                   | Giniel de Villiers Dirk von Zitzewitz | Toyota              | 23:20:04            | 8:14                |
| 7     | 3                   | Bernhard ten Brinke Tom Colsoul       | Toyota              | 3:33:46             | 2:28                | 3                   | Yazeed Al-Rajhi Timo Gottschalk       | Toyota              | 23:33:06            | 21:16               |
| 8     | 1                   | Yazeed Al-Rajhi Timo Gottschalk       | Toyota              | 3:26:49             |                     | 1                   | Nasser Al-Attiyah Matthieu Baumel     | Mini                | 26:41:15            |                     |
| 8     | 2                   | Orlando Terranova Bernardo Graue      | Mini                | 3:28:01             | 1:12                | 2                   | Giniel de Villiers Dirk von Zitzewitz | Toyota              | 26:49:42            | 8:27                |
| 8     | 3                   | Nasser Al-Attiyah Matthieu Baumel     | Mini                | 3:29:25             | 2:36                | 3                   | Yazeed Al-Rajhi Timo Gottschalk       | Toyota              | 26:59:55            | 18:40               |
| 9     | 1                   | Nani Roma Michel Périn                | Mini                | 4:41:56             |                     | 1                   | Nasser Al-Attiyah Matthieu Baumel     | Mini                | 31:29:38            |                     |
| 9     | 2                   | Nasser Al-Attiyah Matthieu Baumel     | Mini                | 4:48:23             | 6:27                | 2                   | Giniel de Villiers Dirk von Zitzewitz | Toyota              | 31:53:36            | 23:58               |
| 9     | 3                   | Vladimir Vasilyev Konstantin Zhiltsov | Mini                | 4:57:48             | 15:52               | 3                   | Yazeed Al-Rajhi Timo Gottschalk       | Toyota              | 32:09:07            | 39:29               |
| 10    | 1                   | Nasser Al-Attiyah Matthieu Baumel     | Mini                | 3:49:59             |                     | 1                   | Nasser Al-Attiyah Matthieu Baumel     | Mini                | 35:19:37            |                     |
| 10    | 2                   | Orlando Terranova Bernardo Graue      | Mini                | 3:51:34             | 1:35                | 2                   | Giniel de Villiers Dirk von Zitzewitz | Toyota              | 35:47:59            | 28:22               |
| 10    | 3                   | Yazeed Al-Rajhi Timo Gottschalk       | Toyota              | 3:53:38             | 3:39                | 3                   | Yazeed Al-Rajhi Timo Gottschalk       | Toyota              | 36:02:45            | 43:08               |
| 11    | 1                   | Nasser Al-Attiyah Matthieu Baumel     | Mini                | 1:53:10             |                     | 1                   | Nasser Al-Attiyah Matthieu Baumel     | Mini                | 37:12:47            |                     |
| 11    | 2                   | Orlando Terranova Bernardo Graue      | Mini                | 1:53:37             | 0:27                | 2                   | Giniel de Villiers Dirk von Zitzewitz | Toyota              | 37:41:48            | 29:01               |
| 11    | 3                   | Giniel de Villiers Dirk von Zitzewitz | Toyota              | 1:53:49             | 0:39                | 3                   | Krzysztof Hołowczyc Xavier Panseri    | Mini                | 38:41:36            | 1:28:49             |
| 12    | 1                   | Orlando Terranova Bernardo Graue      | Mini                | 3:04:06             |                     | 1                   | Nasser Al-Attiyah Matthieu Baumel     | Mini                | 40:18:30            |                     |
| 12    | 2                   | Vladimir Vasilyev Konstantin Zhiltsov | Mini                | 3:04:36             | 0:30                | 2                   | Giniel de Villiers Dirk von Zitzewitz | Toyota              | 40:54:09            | 35:39               |
| 12    | 3                   | Emiliano Spataro Benjamin Lozada      | Renault             | 3:05:35             | 1:29                | 3                   | Krzysztof Hołowczyc Xavier Panseri    | Mini                | 41:50:21            | 1:31:51             |
| 13    | 1                   | Robby Gordon Johnny Campbell          | Hummer              | 13:16               |                     | 1                   | Nasser Al-Attiyah Matthieu Baumel     | Mini                | 40:32:25            |                     |
| 13    | 2                   | Leeroy Poulter Robert Howie           | Toyota              | 13:41               | 0:25                | 2                   | Giniel de Villiers Dirk von Zitzewitz | Toyota              | 41:07:59            | 35:34               |
| 13    | 3                   | Emiliano Spataro Benjamin Lozada      | Renault             | 13:45               | 0:29                | 3                   | Krzysztof Hołowczyc Xavier Panseri    | Mini                | 42:04:26            | 1:32:01             |

### Camiões
|       | Resultados da etapa | Resultados da etapa                              | Resultados da etapa | Resultados da etapa | Resultados da etapa | Classificação Geral | Classificação Geral                              | Classificação Geral | Classificação Geral | Classificação Geral |
| Etapa | Pos                 | Pilotos                                          | Marca               | Tempo               | Dif                 | Pos                 | Piloto                                           | Marca               | Tempo               | Dif                 |
| ----- | ------------------- | ------------------------------------------------ | ------------------- | ------------------- | ------------------- | ------------------- | ------------------------------------------------ | ------------------- | ------------------- | ------------------- |
| 1     | 1                   | Hans Stacey Serge Bruynkens Bernard der Kinderen | Iveco               | 1:30:43             |                     | 1                   | Hans Stacey Serge Bruynkens Bernard der Kinderen | Iveco               | 1:30:43             |                     |
| 1     | 2                   | Marcel van Vliet Marcel Pronk Artur Klein        | MAN                 | 1:31:18             | 0:35                | 2                   | Marcel van Vliet Marcel Pronk Artur Klein        | MAN                 | 1:31:18             | 0:35                |
| 1     | 3                   | Aleš Loprais Ferran Alcayna Jan van der Vaet     | MAN                 | 1:31:30             | 0:47                | 3                   | Aleš Loprais Ferran Alcayna Jan van der Vaet     | MAN                 | 1:31:30             | 0:47                |
| 2     | 1                   | Eduard Nikolaev Evgeny Yakovlev Ruslan Akhmadeev | Kamaz               | 3:34:01             |                     | 1                   | Hans Stacey Serge Bruynkens Bernard der Kinderen | Iveco               | 5:06:11             |                     |
| 2     | 2                   | Siarhei Viazovich Pavel Haranin Andrei Zhyulin   | MAZ                 | 3:34:47             | 0:46                | 2                   | Eduard Nikolaev Evgeny Yakovlev Ruslan Akhmadeev | Kamaz               | 5:06:31             | 0:20                |
| 2     | 3                   | Ayrat Mardeev Aydar Belyaev Dmitriy Svistunov    | Kamaz               | 3:34:50             | 0:49                | 3                   | Martin Kolomý David Kilián René Kilián           | Tatra               | 5:07:12             | 1:01                |
| 3     | 1                   | Ayrat Mardeev Aydar Belyaev Dmitriy Svistunov    | Kamaz               | 3:19:06             |                     | 1                   | Ayrat Mardeev Aydar Belyaev Dmitriy Svistunov    | Kamaz               | 8:26:22             |                     |
| 3     | 2                   | Andrey Karginov Andrey Mokeev Igor Leonov        | Kamaz               | 3:20:57             | 1:51                | 2                   | Aleš Loprais Ferran Alcayna Jan van der Vaet     | MAN                 | 8:34:17             | 7:55                |
| 3     | 3                   | Gerard de Rooy Darek Rodewald Jurgen Damen       | Iveco               | 3:23:36             | 4:30                | 3                   | Andrey Karginov Andrey Mokeev Igor Leonov        | Kamaz               | 8:34:20             | 7:58                |
| 4     | 1                   | Eduard Nikolaev Evgeny Yakovlev Ruslan Akhmadeev | Kamaz               | 2:06:54             |                     | 1                   | Ayrat Mardeev Aydar Belyaev Dmitriy Svistunov    | Kamaz               | 10:39:26            |                     |
| 4     | 2                   | Andrey Karginov Andrey Mokeev Igor Leonov        | Kamaz               | 2:07:51             | 0:57                | 2                   | Eduard Nikolaev Evgeny Yakovlev Ruslan Akhmadeev | Kamaz               | 10:41:23            | 1:57                |
| 4     | 3                   | Ayrat Mardeev Aydar Belyaev Dmitriy Svistunov    | Kamaz               | 2:13:04             | 6:10                | 3                   | Andrey Karginov Andrey Mokeev Igor Leonov        | Kamaz               | 10:42:11            | 2:45                |
| 5     | 1                   | Eduard Nikolaev Evgeny Yakovlev Ruslan Akhmadeev | Kamaz               | 4:34:55             |                     | 1                   | Eduard Nikolaev Evgeny Yakovlev Ruslan Akhmadeev | Kamaz               | 15:16:18            |                     |
| 5     | 2                   | Ayrat Mardeev Aydar Belyaev Dmitriy Svistunov    | Kamaz               | 4:44:53             | 9:58                | 2                   | Ayrat Mardeev Aydar Belyaev Dmitriy Svistunov    | Kamaz               | 15:24:19            | 8:01                |
| 5     | 3                   | Siarhei Viazovich Pavel Haranin Andrei Zhyhulin  | MAZ                 | 4:50:41             | 15:46               | 3                   | Aleš Loprais Ferran Alcayna Jan van der Vaet     | MAN                 | 15:43:46            | 27:28               |
| 6     | 1                   | Eduard Nikolaev Evgeny Yakovlev Ruslan Akhmadeev | Kamaz               | 2:54:28             |                     | 1                   | Eduard Nikolaev Evgeny Yakovlev Ruslan Akhmadeev | Kamaz               | 18:10:46            |                     |
| 6     | 2                   | Ayrat Mardeev Aydar Belyaev Dmitriy Svistunov    | Kamaz               | 3:00:05             | 5:37                | 2                   | Ayrat Mardeev Aydar Belyaev Dmitriy Svistunov    | Kamaz               | 18:24:24            | 13:38               |
| 6     | 3                   | Andrey Karginov Andrey Mokeev Igor Leonov        | Kamaz               | 3:05:08             | 10:40               | 3                   | Andrey Karginov Andrey Mokeev Igor Leonov        | Kamaz               | 18:49:02            | 38:16               |
| 7     | 1                   | Aleš Loprais Ferran Alcayna Jan van der Vaet     | MAN                 | 4:02:54             |                     | 1                   | Ayrat Mardeev Aydar Belyaev Dmitriy Svistunov    | Kamaz               | 22:35:32            |                     |
| 7     | 2                   | Gerard de Rooy Darek Rodewald Jurgen Damen       | Iveco               | 4:08:33             | 5:39                | 2                   | Andrey Karginov Andrey Mokeev Igor Leonov        | Kamaz               | 22:57:45            | 22:13               |
| 7     | 3                   | Andrey Karginov Andrey Mokeev Igor Leonov        | Kamaz               | 4:08:43             | 5:49                | 3                   | Dmitry Sotnikov Igor Devyatkin Andrey Aferin     | Kamaz               | 23:19:38            | 44:06               |
| 8     | 1                   | Eduard Nikolaev Evgeny Yakovlev Ruslan Akhmadeev | Kamaz               | 3:25:47             |                     | 1                   | Ayrat Mardeev Aydar Belyaev Dmitriy Svistunov    | Kamaz               | 26:33:21            |                     |
| 8     | 2                   | Gerard de Rooy Darek Rodewald Jurgen Damen       | Iveco               | 3:37:03             | 11:16               | 2                   | Andrey Karginov Andrey Mokeev Igor Leonov        | Kamaz               | 26:38:30            | 5:09                |
| 8     | 3                   | Andrey Karginov Andrey Mokeev Igor Leonov        | Kamaz               | 3:40:45             | 14:58               | 3                   | Eduard Nikolaev Evgeny Yakovlev Ruslan Akhmadeev | Kamaz               | 26:46:02            | 12:41               |
| 9     | 1                   | Ayrat Mardeev Aydar Belyaev Dmitriy Svistunov    | Kamaz               | 5:19:29             |                     | 1                   | Ayrat Mardeev Aydar Belyaev Dmitriy Svistunov    | Kamaz               | 31:52:50            |                     |
| 9     | 2                   | Eduard Nikolaev Evgeny Yakovlev Ruslan Akhmadeev | Kamaz               | 5:20:58             | 1:29                | 2                   | Eduard Nikolaev Evgeny Yakovlev Ruslan Akhmadeev | Kamaz               | 32:07:00            | 14:10               |
| 9     | 3                   | Gerard de Rooy Darek Rodewald Jurgen Damen       | Iveco               | 5:26:34             | 7:05                | 3                   | Andrey Karginov Andrey Mokeev Igor Leonov        | Kamaz               | 32:13:32            | 20:42               |
| 10    | 1                   | Eduard Nikolaev Evgeny Yakovlev Ruslan Akhmadeev | Kamaz               | 4:18:17             |                     | 1                   | Ayrat Mardeev Aydar Belyaev Dmitriy Svistunov    | Kamaz               | 36:11:56            |                     |
| 10    | 2                   | Ayrat Mardeev Aydar Belyaev Dmitriy Svistunov    | Kamaz               | 4:19:06             | 0:49                | 2                   | Eduard Nikolaev Evgeny Yakovlev Ruslan Akhmadeev | Kamaz               | 36:25:17            | 13:21               |
| 10    | 3                   | Siarhei Viazovich Pavel Haranin Andrei Zhyhulin  | MAZ                 | 4:19:36             | 1:19                | 3                   | Andrey Karginov Andrey Mokeev Igor Leonov        | Kamaz               | 36:54:42            | 42:46               |
| 11    | 1                   | Hans Stacey Serge Bruynkens Bernard der Kinderen | Iveco               | 2:08:11             |                     | 1                   | Ayrat Mardeev Aydar Belyaev Dmitriy Svistunov    | Kamaz               | 38:24:13            |                     |
| 11    | 2                   | Gerard de Rooy Darek Rodewald Jurgen Damen       | Iveco               | 2:09:21             | 1:10                | 2                   | Eduard Nikolaev Evgeny Yakovlev Ruslan Akhmadeev | Kamaz               | 38:35:24            | 11:11               |
| 11    | 3                   | Eduard Nikolaev Evgeny Yakovlev Ruslan Akhmadeev | Kamaz               | 2:10:07             | 1:56                | 3                   | Andrey Karginov Andrey Mokeev Igor Leonov        | Kamaz               | 39:11:57            | 47:44               |
| 12    | 1                   | Hans Stacey Serge Bruynkens Bernard der Kinderen | Iveco               | 3:33:39             |                     | 1                   | Ayrat Mardeev Aydar Belyaev Dmitriy Svistunov    | Kamaz               | 41:59:07            |                     |
| 12    | 2                   | Marcel van Vliet Marcel Pronk Artur Klein        | MAN                 | 3:33:57             | 0:18                | 2                   | Eduard Nikolaev Evgeny Yakovlev Ruslan Akhmadeev | Kamaz               | 42:11:50            | 12:43               |
| 12    | 3                   | Gerard de Rooy Darek Rodewald Jurgen Damen       | Iveco               | 3:34:07             | 0:28                | 3                   | Andrey Karginov Andrey Mokeev Igor Leonov        | Kamaz               | 42:47:47            | 48:40               |
| 13    | 1                   | Hans Stacey Serge Bruynkens Bernard der Kinderen | Iveco               | 20:31               |                     | 1                   | Ayrat Mardeev Aydar Belyaev Dmitriy Svistunov    | Kamaz               | 42:22:01            |                     |
| 13    | 2                   | Marcel van Vliet Marcel Pronk Artur Klein        | MAN                 | 21:52               | 1:21                | 2                   | Eduard Nikolaev Evgeny Yakovlev Ruslan Akhmadeev | Kamaz               | 42:35:53            | 13:52               |
| 13    | 3                   | Ayrat Mardeev Aydar Belyaev Dmitriy Svistunov    | Kamaz               | 22:54               | 2:23                | 2                   | Andrey Karginov Andrey Mokeev Igor Leonov        | Kamaz               | 43:13:01            | 51:00               |

## Classificação Final

### Motos
| Pos | No. | Piloto            | Marca  | Equipa                      | Tempo    | Dif      |
| --- | --- | ----------------- | ------ | --------------------------- | -------- | -------- |
| 1   | 1   | Marc Coma         | KTM    | Red Bull KTM Factory Racing | 46:03:49 |          |
| 2   | 7   | Paulo Gonçalves   | Honda  | HRC Rally                   | 46:20:42 | +16:53   |
| 3   | 26  | Toby Price        | KTM    | KTM Rally Factory Team      | 46:27:03 | +23:14   |
| 4   | 31  | Pablo Quintanilla | KTM    | Transportes Artisa          | 46:42:27 | +38:38   |
| 5   | 18  | Štefan Svitko     | KTM    | Slovnaft Team               | 46:48:06 | +44:17   |
| 6   | 11  | Ruben Faria       | KTM    | Red Bull KTM Factory Racing | 48:01:39 | +1:57:50 |
| 7   | 9   | David Casteu      | KTM    | Team Casteu                 | 48:04:03 | +2:00:14 |
| 8   | 21  | Ivan Jakeš        | KTM    | Jakes Dakar Team            | 48:22:07 | +2:18:18 |
| 9   | 29  | Laia Sanz         | Honda  | Honda Rally                 | 48:28:10 | +2:24:21 |
| 10  | 3   | Olivier Pain      | Yamaha | Yamaha Factory Racing       | 49:12:58 | +3:09:09 |

### Quads
| Pos | No. | Piloto              | Marca  | Tempo    | Dif       |
| --- | --- | ------------------- | ------ | -------- | --------- |
| 1   | 251 | Rafał Sonik         | Yamaha | 57:18:39 |           |
| 2   | 261 | Jeremías González   | Yamaha | 60:13:29 | +2:54:50  |
| 3   | 283 | Walter Nosiglia     | Honda  | 61:01:35 | +3:42:56  |
| 4   | 256 | Nelson Sanabria     | Yamaha | 61:28:36 | +4:09:57  |
| 5   | 260 | Christophe Declerck | Yamaha | 63:07:19 | +5:48:40  |
| 6   | 270 | Daniel Domaszewski  | Honda  | 65:54:49 | +8:36:10  |
| 7   | 257 | Sebastian Palma     | Can-Am | 67:48:53 | +10:30:14 |
| 8   | 265 | Santiago Hansen     | Honda  | 70:43:09 | +13:24:30 |
| 9   | 286 | Willem Saaijman     | Yamaha | 70:47:17 | +13:28:38 |
| 10  | 295 | André Suguita       | Can-Am | 79:39:53 | +22:21:14 |

### Automóveis
| Pos | No. | Piloto              | Navegador           | Marca      | Equipa                     | Tempo    | Dif      |
| --- | --- | ------------------- | ------------------- | ---------- | -------------------------- | -------- | -------- |
| 1   | 301 | Nasser Al-Attiyah   | Matthieu Baumel     | Mini       | Qatar Raid Team            | 40:32:25 |          |
| 2   | 303 | Giniel de Villiers  | Dirk von Zitzewitz  | Toyota     | Imperial Toyota            | 41:07:59 | +35:54   |
| 3   | 307 | Krzysztof Hołowczyc | Xavier Panseri      | Mini       | Monster Energy X-Raid Team | 42:04:26 | +1:32:01 |
| 4   | 314 | Erik van Loon       | Wouter Rosegaar     | Mini       | XDakar                     | 43:34:17 | +3:01:52 |
| 5   | 310 | Vladimir Vasilyev   | Konstantin Zhiltsov | Mini       | G-Energy Team              | 43:45:06 | +3:12:41 |
| 6   | 309 | Christian Lavieille | Pascal Maimon       | Toyota     | Overdrive                  | 43:48:23 | +3:15:58 |
| 7   | 315 | Bernhard ten Brinke | Tom Colsoul         | Toyota     | Overdrive                  | 44:14:27 | +3:42:02 |
| 8   | 306 | Carlos Sousa        | Paulo Fiuza         | Mitsubishi | Mitsubishi Petrobras       | 44:17:24 | +3:44:59 |
| 9   | 329 | Aidyn Rakhimbayev   | Anton Nikolaev      | Mini       | Astana Dakar Team          | 44:41:09 | +4:08:44 |
| 10  | 320 | Ronan Chabot        | Gilles Pillot       | SMG        | Toys Motors-SMG            | 45:15:01 | +4:42:36 |

### Camiões
| Pos | No. | Piloto               | Co-Pilotos                            | Marca | Tempo    | Dif      |
| --- | --- | -------------------- | ------------------------------------- | ----- | -------- | -------- |
| 1   | 507 | Ayrat Mardeev        | Aydar Belyaev Dmitriy Svistunov       | Kamaz | 42:22:01 |          |
| 2   | 502 | Eduard Nikolaev      | Evgeny Yakovlev Ruslan Akhmadeev      | Kamaz | 42:35:53 | +13:52   |
| 3   | 500 | Andrey Karginov      | Andrey Mokeev Igor Leonov             | Kamaz | 43:13:01 | +51:00   |
| 4   | 503 | Aleš Loprais         | Ferran Alcayna Jan van der Vaet       | MAN   | 44:18:38 | +1:56:37 |
| 5   | 520 | Dmitry Sotnikov      | Igor Devyatkin Andrey Aferin          | Kamaz | 44:46:33 | +2:24:32 |
| 6   | 504 | Hans Stacey          | Serge Bruynkens Bernard der Kinderen  | Iveco | 44:51:30 | +2:29:29 |
| 7   | 506 | Martin Kolomý        | David Kilián René Kilián              | Tatra | 46:29:30 | +4:07:29 |
| 8   | 508 | Marcel van Vliet     | Marcel Pronk Artur Klein              | MAN   | 46:41:42 | +4:19:41 |
| 9   | 501 | Gérard de Rooy       | Darek Rodewald Jurgen Damen           | Iveco | 49:30:42 | +7:08:41 |
| 10  | 535 | Aleksandr Vasilevski | Valery Kazlouski Anton Zaparoshchanka | MAZ   | 49:31:00 | +7:08:59 |

## Ligações Externas
- Sítio Oficial